# Lets
Lets (förkortning för Local Exchange Trading Systems, på svenska ungefär Lokalt Utbytes Handels System) är en alternativ valuta eller snarare ett valutasystem för byte av varor och tjänster utan profit. Ursprunget till Lets finner man i Josiah Warrens klassiska försök 1827 i sin tidsaffär där arbetstid byttes mot varor och tjänster. Den moderna lets-rörelsen startades av den kanadensiske aktivisten Michael Linton i början av 1980-talet.

## Lets och skatter
Letsnätverk och föreningar uppmuntrar vanligtvis sina medlemmar att fullfölja sina åtaganden till staten vad gäller skatt, inklusive inkomstskatt och skatt på försäljning av varor och tjänster. I vissa länder har skattemyndigheterna undersökt lets liksom byteshandel och gjort speciell lagstiftning för dessa områden. Oftast finns inga undantag i skattelagstiftningen för sociala arrangemang, hobbies och liknande, vilket en stor del av alla lets-transaktioner faller under. 

## Fördelar med lets
Lets kan enligt förespråkarna bidra till ekonomisk aktivitet också i områden där det saknas köpkraft i den nationella valutan. Systemet ökar vidare det lokala företagandet och möjliggör sociala kontakter. Enligt förespråkarna så karaktäriseras den nationella valutan av att det alltid är brist på den. I ett letssystem å andra sidan, som bygger på ömsesidig kredit, går det att handla även om ingen av parterna har några "riktiga pengar" (åtminstone så länge ingen av parterna överskridit den överenskomna kreditgränsen).
Förespråkarna för systemet betonar även att letssystemet, till skillnad från nationella pengar, är räntefritt och icke skuldbaserat. Detta anses vara av en stor fördel för miljön, bland annat eftersom tillväxt inte tvingas fram bara för att betala för räntan.

## Nackdelar och svårigheter med lets
Ett generellt problem med många letsnätverk är att utbudet av varor och tjänster blir för litet, på grund av att det är ett begränsat antal medlemmar i nätverket och att medlemmarna inte är så aktiva. Ett problem har också ofta varit att attrahera "riktiga företag" och "riktiga affärer" till nätverket. 

## Letssystem
Det finns letssystem i flera länder. Dessa är några exempel. 
- Kapstaden (2003): Community Exchange System
- Sydkorea: Hanbat LETS i Daejeon och Gwacheon Pumasi i Gwacheon
- Japan: Fureai kippu
- Nederländerna: NOPPES
- Storbritannien: LETS Link UK

I Schweiz finns WIR-systemet som är starkt besläktat med lets och i staden Ithaca, New York, USA finns Ithaca Hour, som också är starkt besläktad med lets.

## Ihoplänkning av letssystemen
Organisationen UNILETS (United Nations International Local Employment-Trading System) har utvecklat en mekanism för att länka samman världens letsnätverk. 